# August 2017
Acest articol este generat integral pe baza informațiilor din articolul 2017 și este actualizat periodic de un robot.
 Editările făcute în articol vor fi șterse la următoarea actualizare! Dacă doriți să faceți modificări, editați articolul-sursă.

ianuarie -
februarie -
martie -
aprilie -
mai -
iunie -
iulie -
august -
septembrie -
octombrie -
noiembrie -
decembrie
August 2017 a fost a opta lună a anului și a început într-o zi de marți.

## Evenimente

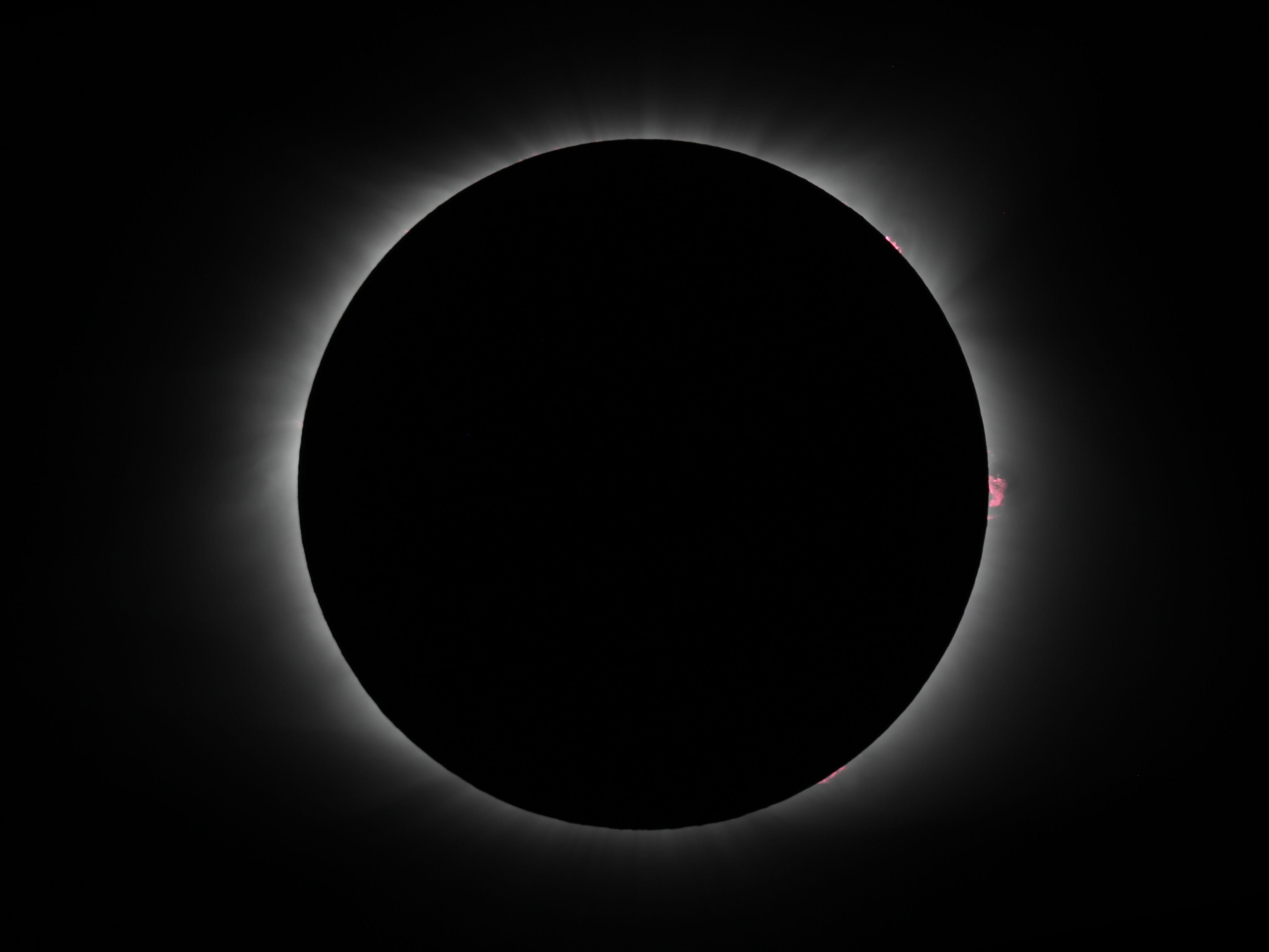
21 august: Eclipsă totală de soare vizibilă în America de Nord după 99 de ani.

- 2 august: Prințul Philip, Duce de Edinburgh s-a retras din aparițiile publice la vârsta de 96 de ani. Pe toată durata serviciului său (1952-2017), Ducele de Edinburgh a efectuat 22.219 angajamente individuale, 637 de vizite oficiale în afara regatului, a ținut 5.496 de discursuri și este autorul a 14 cărți publicate.
- 8 august: Organizația neguvernamentală Foro Penal Venezolano a afirmat în conferință de presă că 101 oameni au fost uciși în Venezuela în timpul manifestațiilor ce au început în țară la 1 aprilie, majoritatea dintre proteste vizând guvernul președintelui Nicolás Maduro. De asemenea, s-au efectuat 5.092 arestări dintre care 1.325 de persoane continuă să se afle după gratii.
- 13 august: Se încheie cea de-a 16-a ediție a Campionatelor Mondiale IAAF de la Londra. Statele Unite au dominat competiția obținând 30 de medalii. România a participat cu 15 sportivi și nu a câștigat nici o medalie. Ultima medalie a României la o ediție a Campionatului Mondial datează din 2009 (bronz).[1]
- 17 august: O furgonetă condusă de un marocan a intrat în mulțimea de oameni de pe La Rambla din Barcelona, ucigând 13 persoane și lăsând în urmă peste 100 de răniți. Doi suspecți sunt luați în custodie, iar Statul Islamic își asumă responsabilitatea.[2] După ultimul bilanț (27 august) sunt 16 morți.
- 18 august: Un grup american de cercetare a descoperit la o adâncime de  aproximativ 5.500 metri, epava crucișătorul USS Indianapolis, după 72 de ani de la scufundarea ei de către submarinul japonez  I-58. Doar 317 marinari din 1.196 au supraviețuit, fiind salvați după 4–5 zile din apele pline de rechini.[3]
- 21 august: Milioane de americani și vizitatori din Statele Unite au asistat la o eclipsă totală de soare vizibilă în America de Nord. Aceasta a fost prima eclipsă totală de soare vizibilă de-a lungul Statelor Unite, din 8 iunie 1918.[4]
- 24 august: Vizită oficială a președintelui francez Emmanuel Macron în România. Au avut loc întâlniri cu președintele Klaus Iohannis, cu premierul Mihai Tudose și o vizită la Muzeul Național al Satului "Dimitrie Gusti" din București.
- 25 august: În așteptarea uraganului Harvey, locuitorii de la Corpus Christi până la Galveston, Texas și muncitorii de pe platformele petroliere din Golful Mexic sunt evacuți. Se așteapta ca uraganul clasificat în categoria 4 să fie cea mai puternică furtună care a lovit continentul american din 2004.
- 26 august: Uraganul Harvey, reclasificat la gradul de furtună tropicală cu vânturi susținute de 110 km/h, a ajuns pe coasta de est a Texasului. Este cea mai puternică furtună care a lovit statul din 1961. Se așteaptă ca Harvey să-și mențină puterea de furtună tropicală, cu ploi abundente și inundații, timp de cel puțin patru zile.[5]
- 28 august: Uraganul Harvey: Cel puțin opt persoane au murit în statul american Texas și 30.000 de locuitori din orașul Houston stau în adăposturi temporare.[6]
- 29 august: Coreea de Nord a lansat o rachetă care a trecut deasupra Japoniei. UE cere Phenianului "să se abțină de la orice nouă acțiune provocatoare care ar putea amplifica tensiunile regionale și globale".
- 30 august-9 septembrie: Cea de-a 74-a ediție a Festivalului de Film de la Veneția.

## Nașteri
Prințul Gabriel, Duce de Dalarna, al doilea fiu al Prințului Carl Philip, Duce de Värmland și Prințesei Sofia, Ducesă de Värmland

## Decese
- 1 august: Ana-Maria Avram, 55 ani, compozitoare, pianistă și dirijoare română (n. 1961)
- 2 august: Gheorghe Danielov, 69 ani, canoist român (n. 1948)
- 2 august: Mihai Maxim, 73 ani, istoric român (n. 1943)
- 3 august: Ioan Popa, 64 ani, scrimer român (spadă) olimpic și antrenor (n. 1953)
- 6 august: Ernst Zündel, 78 ani, editor și pamfletist neonazist de origine germană (n. 1939)
- 7 august: Haruo Nakajima, 88 ani, actor japonez (Godzilla, Destroy All Monsters, Cei șapte samurai), (n. 1929)
- 10 august: Ovidiu Ghidirmic, 74 ani, critic literar și publicist român (n. 1942)
- 10 august: Ruth Pfau, 87 ani, călugăriță catolică pakistaneză (n. 1929)
- 11 august: Richard Gordon, 95 ani, medic chirurg maritim, anestezist și scriitor englez (n. 1921)
- 12 august: Tudor Postelnicu, 85 ani, comunist român (n. 1931)
- 13 august: Marina-Adelina Coste, 51 ani, deputat român (2016-2017), (n. 1965)
- 14 august: Benard Ighner, 72 ani, cântăreț de jazz, muzician, compozitor și producător american (n. 1945)
- 14 august: Nubar Ozanyan, 61 ani, om politic turc (n. 1956)
- 15 august: Viorel Cosma, 94 ani, muzicolog, lexicograf și critic muzical român (n. 1923)
- 15 august: Mircea Plângău, 62 ani, regizor român (n. 1955)
- 15 august: Septimiu Sever, 91 ani, actor român (n. 1926)
- 17 august: Corvin Radovici, 85 ani, șahist român (n. 1931)
- 19 august: Brian Aldiss, 92 ani, autor și critic englez de literatură SF (n. 1925)
- 19 august: Mircea Țuglea, 43 ani, poet, prozator și publicist român (n. 1974)
- 20 august: Jerry Lewis (n. Joseph Levitch), 91 ani, actor american de etnie evreiască (n. 1926)
- 21 august: Marius Caraman, 64 ani, fizician, regizor și fotograf român (n. 1953)
- 21 august: Réjean Ducharme, 76 ani, romancier și dramaturg canadian (n. 1941)
- 21 august: Éva Kiss-Bitay, 89 ani, biologă română de etnie maghiară (n. 1928)
- 23 august: Nicolae Stoie, 76 ani, poet, publicist și scriitor român (n. 1940)
- 26 august: Tobe Hooper (William Tobe Hooper), 74 ani, regizor american de film, scenarist filme genul groază (n. 1943)
- 27 august: José Maria Pires, 98 ani, scriitor și arhiepiscop romano-catolic brazilian (n. 1919)
- 28 august: Mireille Darc (n. Mireille Aigroz), 79 ani, actriță franceză de film (n. 1938)
- 29 august: Adnan Abu Amjad, 40 ani, ofițer sirian (n. 1977)
- 29 august: Janine Charrat, 93 ani, dansatoare franceză, coregrafă și regizoare de balet (n. 1924)
- 30 august: Marjorie Boulton, 93 ani, scriitoare și  poetă britanică (n. 1924)
- 30 august: Louise Hay, 90 ani,  autoare motivațională americană (n. 1926)
- 30 august: Károly Makk, 91 ani, regizor, scenarist și producător maghiar (n. 1925)
- 31 august: Tamara Chiranova, 98 ani,  balerină australiană, emigrată română, rusă și franceză (n. 1919)